# Tiger & Bunny
Tiger & Bunny (jap. タイガー＆バニー Taigā Ando Banī) – japoński serial anime wyprodukowany przez studio Sunrise pod kierunkiem Keiichi Satō. Scenariusz został napisany przez Masafumi Nishida, projekty postaci zostały wykreowane przez Masakazu Katsura. Seria była nadawana po raz pierwszy w Japonii 3 kwietnia 2011 roku na Tokyo MX, a także ponownie nadawana na BS11 Digital i MBS.
One-shot mangi narysowanej przez Masakazu Katsura został opublikowany 4 sierpnia 2011 w magazynie Shūkan Young Jump wydawnictwa Shūeisha. Powstały też dwa filmy, pierwszy zatytułowany Tiger & Bunny -The Beginning- został wydany 22 września 2012 roku, a drugi, Tiger & Bunny -The Rising- 8 lutego 2014 roku.
Drugi sezon został wyprodukowany przez Bandai Namco Pictures został wydany w serwisie Netflix 8 kwietnia 2022 roku jako ONA.

## Fabuła
Akcja rozgrywa się w roku "NC 1978", w fikcyjnej, zupełnie przeobrażonej wersji Nowego Jorku, w mieście o nazwie Sternbild, gdzie 45 lat temu zaczęły pojawiać się osoby z super mocami nazywane "NEXT" (akronim od Noted Entities with eXtraordinary Talents), a niektórzy z nich stali się superbohaterami. Każdy ze znanych superbohaterów pracuje dla firmy sponsora, a mundury również zawierają reklamy rzeczywistych firm. Ich heroiczne działania są nadawane w popularnym show "Hero TV", gdzie zbierają punkty za każde osiągnięcie, a najlepszy w rankingu bohater sezonu ogłaszany jest mianem "Król Herosów". Historia skupia się głównie na doświadczonym bohaterze Kotetsu T. Kaburagi – Wild Tiger, któremu przydzielony jest nowy partner, młody mężczyzna o imieniu Barnaby Brooks Junior. Jednakże Barnaby i Kotetsu mają zwykle problemy ze współpracowaniem ze sobą, ponieważ mają sprzeczne opinie na temat sposobu działania.

## Bohaterowie

### Herosi
Kotetsu T. Kaburagi (jap. 鏑木・T・虎徹 Kaburagi T. Kotetsu) / Wild Tiger (jap. ワイルドタイガー Wairudo Taigā)
Seiyū: Hiroaki Hirata 
Jeden z głównych bohaterów, superbohater i weteran. Przez swój całkowity brak poszanowania dla własności prywatnej podczas walki z przestępczością zyskał przydomek "Crusher for Justice". Początkowo był najmniej popularny wśród bohaterów miasta Sternbild, a jego firma (fikcyjna publikacja "TopMag") została przejęta na skutek wysokich kosztów naprawy szkód spowodowanych przez Wild Tigera. Został zmuszony przez swoich nowych pracodawców, "Apollon Media", do współpracy z Barnaby'm. Jego żona Tomoe (jap. 友恵) zmarła pięć lat przed rozpoczęciem serii, a jego córka Kaede mieszka z jego matką. Kotetsu posiada moc zwiększenia swoich zdolności fizycznych stokrotnie na pięć minut (znana jako "Hundred Power"), po czym nie może jej użyć ponownie przez godzinę. Jego nowy strój zawiera reklamy japońskiej linii zabawek "S.H. Figuarts" oraz firmy "SoftBank".
Barnaby Brooks Jr. (jap. バーナビー・ブルックスJr. Bānabī Burukkusu Junia)
Seiyū: Masakazu Morita 
Drugi z głównych bohaterów, który jest nazywany "Bunny" przez Kotetsu z powodu kształtu hełmu swojej zbroi i skłonności do długich skoków i wykopów. Nie ukrywa swojego wyglądu lub tożsamości. Jego przydomkiem jest "Super Rookie". Współpracuje z Kotetsu, ma taką samą moc, choć opiera się bardziej na strategii, niż na brutalnej sile. Jego nowy strój zawiera reklamy "Amazon.com.jp" oraz serii kart "Crusade System" firmy "Bandai". Kiedy miał cztery lata, jego rodzice, inżynierowie robotyki, zostali zamordowani przez Jake’a  Martinez. Barnaby został przygarnięty przez Alberta Maverick i swoje życie poświęcił badaniu tajnej organizacji przestępczej "Ouroboros" i jej związku ze śmiercią jego rodziny.
Karina Lyle (jap. カリーナ・ライル Karīna Rairu) / Blue Rose (jap. ブルーローズ Burū Rōzu)
Seiyū: Minako Kotobuki 
Licealistka z mocą zamrażania, która ciągle mieszka z rodzicami i wykorzystuje swoje heroiczne wyczyny, aby zwiększyć swoją karierę jako piosenkarka. Pracuje również jako pianistka pod swoim prawdziwym nazwiskiem. Jej kostium obejmuje reklamy Pepsi NEX, dostępnej w Japonii i opracowanej przez firmę Suntory. Jej sponsorem jest firma "Titan Industry". Jej przydomkiem jest "Super Celebrity of the Heroes".
Keith Goodman (jap. キース・グッドマン Kīsu Guddoman) / Sky High (jap. スカイハイ Sukai Hai)
Seiyū: Gō Inoue 
Znany również jako "Wind Wizard", jest entuzjastyczny i przyjazny, najbardziej popularny bohater w mieście i wieloletni posiadacz tytułu "Króla Herosów". Sky High jest w stanie latać dzięki plecakowi z wyrzutnią oraz ma moc kontrolowania wiatru. Jego strój zawiera reklamy "Tamashii Nations" – zależnej spółki firmy "Bandai" oraz strony "Ustream.tv". Jego sponsorem jest firma "Line Poseidon".
Nathan Seymour (jap. ネイサン・シーモア Neisan Shīmoa) / Fire Emblem (jap. ファイヤーエンブレム Faiyā Enburemu)
Seiyū: Kenjirō Tsuda 
Ekstrawagancki bohater z umiejętnością panowania nad ogniem. Jego przydomkiem jest "Bourgeois Open Flame Broil". Posiada bardzo zwrotny samochód wyścigowy. Wykazuje zaawansowany poziom kontroli nad swoimi mocami, jest w stanie kształtować swoje płomienie w wymyślne kształty o różnej wielkości i intensywności. Jest również właścicielem swojej firmy sponsorującej "Helios Energy", a jego kostium zawiera reklamy "Fujitsu" i firmy sprzedającej anime i mangi "Animate".
Pao-Lin Huang (jap. ホァン・パオリン Hwan Paorin) / Dragon Kid (jap. ドラゴンキッド Doragon Kiddo)
Seiyū: Mariya Ise 
Młoda dziewczyna pochodząca z Chin. Jest w stanie generować silne wyładowania elektryczne. Jej przydomkiem jest "Lightning Bolt Kung-fu Master". Rodzice Pao-Lin nie mieszkają z nią w Sternbild. Nosi strój w stylu chińskim, zawiera on reklamy firmy "Calbee" oraz strony "DMM.com". Jej sponsorem jest firma "Odysseus Communication".
Antonio Lopez (jap. アントニオ・ロペス Antonio Ropesu) / Rock Bison (jap. ロックバイソン Rokku Baison)
Seiyū: Taiten Kusunoki 
Jest najlepszym przyjacielem Kotetsu od czasów liceum. Jego przydomkiem jest "Bull Tank of the West Coast". Jego moc czyni go niezniszczalnym. Po ostatnim rankingu w TV Hero klasyfikował się za Origami Cyclone, był w niebezpieczeństwie utraty pracy jako bohater zanim pomógł złapać złodzieja. Nosi zieloną zbroję z motywem byka, jest wyposażony w duże wiertła na swoich ramionach, zawiera on reklamy sieci restauracji japońskich "Gyu-Kaku". Jego sponsorem jest firma "Kronos Foods".
Ivan Karelin (jap. イワン・カレリン Iwan Karerin) / Origami Cyclone (jap. 折紙サイクロン Origami Saikuron)
Seiyū: Nobuhiko Okamoto 
Młody bohater w stroju w tematyce ninja, który rzadko podejmuje działania i angażuje się bardziej w reklamach, niż w rzeczywistym zwalczaniu przestępczości, pojawia się w tle zdjęć i programów by zadowolić swoich sponsorów. Jego przydomkiem jest "Hidden Hero". Jego zmiennokształtna moc pozwala mu skopiować wygląd i głos innych ludzi, ale nie ich umiejętności czy moce. Ivan był pierwotnie opornym bohaterem, zachowując się tak tylko ze względu na niepewności dotyczące swojej "bezużytecznej" mocy i poczucie winy z powodu stania się bohaterem, w przeciwieństwie jego dawnego przyjaciela Edwarda. Po tym, jak pomógł Edwardowi uniknąć sądu Lunatic'a Iwan przysięga stać się bardziej aktywnym bohaterem i wyjść z cienia, szybko podnosi się z ostatniego miejsca w rankingach Hero TV.
Rola Origami Cyclone w walce z Ouroboros ogromnie zwiększyła jego popularność i reputację jako prawdziwego bohatera, a nie tylko chodzącego billboardu. Jego kostium zawiera reklamy strony ".ANIME" oraz niedawno zdobytych: dostawca usługi internetowej "Livedoor", NAM-Chara Cheer Squad korporacji Namco i klinika urody Katsuyi Takasu, zapewne z powodu nowo zdobytej popularności. Jego sponsorem jest firma "Helperidese Finance".
Ryan Goldsmith (jap. ライアン・ゴールドスミス Raian Gōrudosumisu) / Golden Ryan (jap. ゴールデンライアン Gōruden Raian)
Seiyū: Yūichi Nakamura 
Thomas Taurus (jap. トーマス・トーラス Tōmasu Tōrasu) / He Is Thomas (jap. ヒーイズトーマス, Hii Izu Tōmasu)
Seiyū: Nobunaga Shimazaki 
Subaru Sengoku (jap. 仙石 昴 Sengoku Subaru) / Mr. Black (jap. Mr. ブラック Misutā Burakku)
Seiyū: Shōya Chiba 
Porywczy i arogancki 17-letni bohater, nazywany „człowiekiem w czerni” ze względu na czarną zbroję. Mr. Black posiada moc tworzenia barier energetycznych, których moc i rozmiar jest zależna od jego skupienia. Wcześniej był bohaterem w innym mieście, znany jako Hello Goodbye. Jest partnerem He Is Thomas.
Lara Tsaikokaya (jap. ラーラ・チャイコスカヤ Rāra Chaikosukaya) / Magical Cat (jap. マジカルキャット Majikaru Kyatto)
Seiyū: Shōya Chiba 

### Antagoniści
Yuri Petrov (jap. ユーリ・ペトロフ Yūri Petorofu) / Lunatic (jap. ルナティック Runatikku)
Seiyū: Kōji Yusa 
Sędzia Wymiaru Sprawiedliwości miasta Sternbild, a także kurator herosów. Jest on także NEXT, który może generować niebieskie i zielone płomienie potężniejsze niż Fire Emblema i wykazuje większą kontrolę nad nimi. Może także użyć płomieni do teleportacji, przechodzić przez obiekty stałe, lub otoczyć swój cel, aby zapobiec ucieczce. Nazywany też "Sanctioner with Blue Flame". Lunatic ma obsesję na punkcie sprawiedliwości i porządku; wierzy, że oczyści świat ze zła, mordując przestępców i złoczyńców, a nie w ochronę społeczeństwa i kwestionuje skuteczność herosów. Yuri przyjął ideę sprawiedliwości i nienawiści herosów po zabiciu swojego ojca, Mr. Legend. Projekt odcisku dłoni na masce Lunatic'a jest przypomnieniem poparzenia, po którym zostały mu szpecące blizny, które maskuje kosmetykami.
Jake Martinez (jap. ジェイク・マルチネス Jeiku Maruchinesu)
Seiyū: Keiji Fujiwara 
NEXT, który prowadzi mały pododdział organizacji przestępczej Ouroboros, Jake był pierwotnie uważany za człowieka, który zabił rodziców Barnaby’ego. Został złapany przez Legend 15 lat przed rozpoczęciem serii i został skazany na 250 lat w więzieniu, ale w obecnych czasach jego towarzysze zorganizowali atak terrorystyczny na wielką skalę, grożąc zniszczyć miasto Sternbild, chyba że zostanie zwolniony. Jego głównym celem jest przejęcie władzy nad światem przez NEXT z nim na czele, wierząc, że NEXT są lepsi od normalnych ludzi. Ma zdolność do wytwarzania pól siłowych o różnych rozmiarach, które może wykorzystać zarówno defensywnie i ofensywnie. Później okazuje się, że ma on jeszcze jedną moc, telepatię.
Kriem (jap. クリーム Kurīmu)
Seiyū: Michiko Neya 
Członkini organizacji Ouroboros, jej zdolnością jest kontrola obiektów nieożywionych (zazwyczaj lalek) przez igły wykonane z jej włosów. Podczas konfrontacji Tigera i Barnaby’ego z Ouroboros, Jake przypadkowo zestrzela śmigłowiec, który ona pilotuje, przez co spada na dach stadionu. Zapada w śpiączkę i jest hospitalizowana. Dziesięć miesięcy później Kriem budzi się ze śpiączki, tylko aby ujawnić, że Jake porwał ją w dniu, w którym rodzice Barnaby'egpo zostali zamordowani.
Hans Chuckman (jap. ハンス・チャックマン Hansu Chakkuman)
Seiyū: Kenta Miyake 
Członek Ouroboros. Nie ma mocy NEXT, ale jest zwolennikiem idei organizacji. Zostaje porwany przez herosów, w konsekwencji czego zostaje zabity przez Jake’a .
Albert Maverick (jap. アルバート・マーベリック Arubāto Māberikku)
Seiyū: Nobuaki Fukuda 
Prezes Apollon Media, firmy odpowiedzialnej za Hero TV oraz sponsorującej Wild Tigera i Barnaby’ego. Był dobrym przyjacielem rodziny Brooks i często opiekował się młodym Barnabym, podczas gdy jego rodzice pracowali. Po tym jak rodzice Barnaby’ego zostali zamordowani, Maverick przyjął go i stał się jego przybranym ojcem. Później okazuje się, że Maverick jest NEXT z mocą do zmiany pamięci i wspomnień, a także jest prawdziwym mordercą rodziców Barnaby’ego. Przez lata, celowo kształtował wspomnienia i życie Barnaby’ego, aby zatuszować swoje działania, a  widząc ogromny potencjał chłopca, inspirować go, aby stał się idealnym herosem. W celu uzyskania wzrostu rankingów Hero TV, Maverick współpracował z Ouroboros organizując ekstrawaganckie zbrodnie i przestępstwa dla herosów takich jak Mr. Legend, aby je udaremniali.
Dr Rotwang (jap. ロトワング Rotowangu)
Seiyū: Mitsuru Miyamoto 
Szalony naukowiec, który pracował z rodzicami Barnaby’ego. Gardzi NEXT, uważając je za potwory. Jest geniuszem w dziedzinie robotyki, stworzył bardzo silnego androida o imieniu Cis, który był w stanie walczyć z Kotetsu i Barnabym z ich uaktywnionymi mocami. Jest później zatrudniony przez Maverick'a, w celu zbudowania silniejszego androida "H-01", ubranego w czerwono-czarną wersję zbroi Wild Tigera i uzbrojonego w potężną broń laserową. H-01 został skonstruowany, by pokonać herosów i ostatecznie zastąpić ich innymi androidami H-01, które Maverick uważa za bardziej przydatne dla Hero TV.

### Inni
Ben Jackson (jap. ベン・ジャクソン Ben Jakkuson)
Seiyū: Katsuhisa Hōki 
Stary pracodawca Wild Tigera na początku serii, prezes firmy znanej jako „TopMag”. Ze względu na stale rosnące koszty naprawy wybryków Wild Tigera, "TopMag" bankrutuje i zostaje wykupione, przez co Jackson traci pracę. Zostaje taksówkarzem, a także pozostaje dobrym przyjacielem Kotetsu. Później, kiedy moce Kotetsu nagle rosną, mówi mu, że jest to znakiem, że one w końcu znikną i że jego idol, Mr. Legend miał ten sam problem. Jackson pojawia się jeszcze raz w celu zapewnienia wsparcia Kotetsu, kiedy zostaje wrobiony w morderstwo przez Maverick'a. Daje Kotetsu jego dawny kostium Wild Tigera, oświadczając, że zawsze był jego wielkim fanem i że zawsze będzie go wspierać. Rok po wydarzeniach serii, Jackson zostaje prezesem i CEO "Apollon Media".
Agnes Joubert (jap. アニエス・ジュベール Aniesu Jubēru)
Seiyū: Yūko Kaida 
Prezenterka dla Hero TV. Jej głównym priorytetem jest zwiększenie rankingu programu i zadowolenie jej szefa i sponsorów, bez względu na wpływ na pracę herosów.
Alexander Lloyds (jap. アレキサンダー・ロイス Arekisandā Roisu)
Seiyū: Wataru Yokojima 
Podwładny Maverick'a, pracuje w "Apollon Media" i jest odpowiedzialny za nadzorowanie kariery Kotetsu i Barnaby’ego. Początkowo ucisza wszelkie protesty Kotetsu proponując jego rezygnację jako alternatywę, ale po tym jak sława Kotetsu i Barnaby’ego rośnie dzięki pokonaniu Jake’a  Martinez, jego postawa staje się dużo bardziej przyjazna.
Doc Saito (jap. 斉藤さん Saitō-san)
Seiyū: Hiroshi Iwasaki 
Inżynier pracujący dla "Apollon Media", jest odpowiedzialny za udoskonalanie ekwipunku herosów pracujących dla tej firmy. Ma również upodobanie do dodawania nowych aktualizacji do zbroi herosów, które mają niewielką przydatność w zalce, takich jak np. skomplikowany zegar na lewym ramieniu zbroi Tigera do mierzenia czasu, czy "Good Luck Mode". "Good Luck Mode" składa się z efektownych dodatków do zbroi Tigera i Barnaby’ego (rozbudowanie pięści i nogi, odpowiednio), gdy ich moce są bliskie wyczerpania.
Kaede Kaburagi (jap. 鏑木 楓 Kaburagi Kaede)
Seiyū: Rina Hidaka 
Dziesięcioletnia córka Kotetsu, która mieszka z babcią w Oriental Town, ponieważ jej matka zmarła, a ojciec pracuje jako Wild Tiger i przeniósł się do Sternbild. Początkowo nieświadoma tego, że jej ojciec pracuje jako heros, nie ufa mu i nie znosi tego, że zawsze jest zajęty "pracą" i nie rozumie jej. Jak na ironię jest wielką fanką Barnaby’ego, partnera jej ojca z pracy, ponieważ uratował ją z walącego się budynku na początku swojej kariery.
Samantha Taylor (jap. サマンサ・テイラー Samansa Teirā)
Seiyū: Yoshiko Takemura 
Ciocia Barnaby’ego i opiekunka z czasów dzieciństwa. Gdy Barnaby spytał ją, co robiła w dniu, gdy jego rodzice zostali zamordowani, ona twierdzi, że leżała wtedy chora w łóżku. Jednak odkrywa ona potem swoje zdjęcie z Barnabym ze świątecznego festiwalu zamiast, a nie Mavericka jak pamiętał Barnaby. Planuje ujawnić ten fakt Kotetsu, ale Maverick, wykorzystując swoje wpływy w organizacji Ouroboros, organizuje nowe przestępstwa, aby zająć herosów i mieć okazję, aby ją porwać. Maverick szybko morduje Taylor i niszczy zdjęcie, wrabiając Kotetsu w tę zbrodnię.

## Media

### Anime
Anime zostało wyprodukowane przez Sunrise i wyemitowane w Japonii od 2 kwietnia do 17 września 2011 roku. Serial został udostępniony za pośrednictwem platformy Netflix, także w Polsce.
Powstanie spin-offu serialu zostało ogłoszone 4 stycznia 2018 roku. Anime pod tytułem Double Decker! Doug & Kirill miało swoją premierę 30 września 2018 roku.
30 marca 2019 roku Nikkan Sports ogłosiło, że kontynuacja oryginalnej serii Tiger & Bunny była w produkcji. 2 kwietnia 2020 roku sequel został zapowiedziany jako Tiger & Bunny 2. Seiyū Hiroaki Hirata i Masakazu Morita ponownie użyczyczą głosu swoim postaciom. Anime jest produkowane przez studio Bandai Namco Pictures, a Mitsuko Kase zastąpił Kei’ichiego Satō jako reżyser serialu. Projekty postaci zostaną stworzone przez mangakę Masakazu Katsurę. Sequel składał się z 25 odcinków, z których pierwszych 13 miało premierę 8 kwietnia 2022 roku na Netflixie.

#### Lista odcinków
| Nr      | Tytuł | Premiera         |         |         |
| Sezon 1 | Sezon 1 | Sezon 1          | Sezon 1 | Sezon 1 |
| ------- | --- | ---------------- | ------- | ------- |
| 1       | Wszystko dobre, co się dobrze kończy Owariyokereba subete yoshi (終わりよければすべてよし)                                     | 2 kwietnia 2011  |         |         |
| 2       | Przygotowania to połowa sukcesu Hajime wa kanjin (はじめが肝心)                                                                | 9 kwietnia 2011  |         |         |
| 3       | W każdym żarcie jest trochę prawdy Uso kara deta shinjitsu (嘘から出た真実)                                                    | 16 kwietnia 2011 |         |         |
| 4       | Strach ma wielkie oczy Anzuru yori, umu ga yasushi (案ずるより、産むが易し)                                                    | 23 kwietnia 2011 |         |         |
| 5       | Idź na całość! Atatte kudakero! (当たって砕けろ！)                                                                             | 30 kwietnia 2011 |         |         |
| 6       | Nie igra się z ogniem Honō wa jūjun na shimobe daga, ashiki shujin demo aru (炎は従順なしもべだが、悪しき主人でもある)         | 7 maja 2011      |         |         |
| 7       | Biednemu zawsze wiatr w oczy Hebi no michi wa hebi (蛇の道は蛇)                                                                | 14 maja 2011     |         |         |
| 8       | Jutro znowu wstanie słońce Kanarasu kikai ga kuru (必ず機会が来る)                                                             | 21 maja 2011     |         |         |
| 9       | Dziecięce kaprysy Kawaii ko ni wa tabi o sase yo (かわいい子には旅をさせよ)                                                    | 28 maja 2011     |         |         |
| 10      | Cisza przed burzą Arashi no mae no shizukesa (嵐の前の静けさ)                                                                  | 4 czerwca 2011   |         |         |
| 11      | Kości zostały rzucone Sai wa nagerareta (賽は投げられた)                                                                       | 11 czerwca 2011  |         |         |
| 12      | Szczwany lis Kusa no naka ni iru hebi ni yōjin se yo (草の中にいる蛇に用心せよ)                                                | 18 czerwca 2011  |         |         |
| 13      | Mądrość przychodzi z wiekiem Shinrai to iu ki wa okikunaru no ga osoi ki de aru (信頼という木は大きくなるのが遅い木である)     | 25 czerwca 2011  |         |         |
| 14      | Miłość jest ślepa Koi wa mōmoku (恋は盲目)                                                                                     | 2 lipca 2011     |         |         |
| 15      | Nic nas nie powstrzyma Genkai wa soratakaku ni (限界は空高くに)                                                                | 9 lipca 2011     |         |         |
| 16      | Prawda zawsze wyjdzie na jaw Shinjitsu wa ido no soko ni aru (真実は井戸の底にある)                                            | 16 lipca 2011    |         |         |
| 17      | Krew nie woda Chi wa mizu yori mo koi (血は水よりも濃い)                                                                       | 23 lipca 2011    |         |         |
| 18      | Czasami lepiej nie wiedzieć Shiranu ga hotoke (知らぬが仏)                                                                     | 30 lipca 2011    |         |         |
| 19      | Bez wyjścia Fukuro no nezumi (袋の鼠)                                                                                          | 6 sierpnia 2011  |         |         |
| 20      | Strzeż się pochlebców Kuchi ni mitsu ari, hara ni ken ari (口に密あり、腹に剣あり)                                             | 13 sierpnia 2011 |         |         |
| 21      | Umiesz liczyć, licz na siebie Ten wa mizukara tasukuru mono wo tasuku (天は自ら助くる者を助く)                                 | 20 sierpnia 2011 |         |         |
| 22      | Nie ma tego złego Jinkan banji saiō ga uma (人間万事塞翁が馬)                                                                  | 27 sierpnia 2011 |         |         |
| 23      | Nieszczęścia chodzą parami Fukō wa kasaneru; fukō wa tandoku de wa konai (不幸は重ねる・不幸は単独では来ない)                  | 3 września 2011  |         |         |
| 24      | Kto nie ryzykuje, ten nic nie zyskuje Nothing Ventured, Nothing Gained.                                                        | 10 września 2011 |         |         |
| 25      | Nieśmiertelność Eternal Immortality.                                                                                           | 17 września 2011 |         |         |
| Sezon 2 | |                  |         |         |
| 1       | Mądrej głowie dość dwie słowie Ichiwokiitejūwoshiru (一を聞いて十を知る)                                                       | 8 kwietnia 2022  |         |         |
| 2       | Nikt nie zna ciężaru cudzego bagażu Tanin no nimotsu no omo-sa wa, darenimo wakaranai (他人の荷物の重さは、誰にも分からない)   | 8 kwietnia 2022  |         |         |
| 3       | Zwątpienie budzi demony Utagai wa akuryō o yobiyoseru (他人の荷物の重さは、誰にも分からない)                                   | 8 kwietnia 2022  |         |         |
| 4       | Nie odkładaj do jutra tego, co możesz zrobić dziś Kyō dekiru koto o ashita ni nobasu na (他人の荷物の重さは、誰にも分からない) | 8 kwietnia 2022  |         |         |
| 5       | Żyj i daj żyć innym Jibun mo iki, tanin mo ikase (他人の荷物の重さは、誰にも分からない)                                        | 8 kwietnia 2022  |         |         |
| 6       | Młodości należy się szacunek Goshō oso rubeshi (後生おそるべし)                                                                | 8 kwietnia 2022  |         |         |
| 7       | Usta dzieci często rodzą perły prawdy Akago no kuchi kara hōseki (赤子の口から宝石)                                            | 8 kwietnia 2022  |         |         |
| 8       | Nie oceniaj książki po okładce Gaiken dakede wa nakami o handan dekinai (外見だけでは中身を判断できない)                       | 8 kwietnia 2022  |         |         |
| 9       | Strzeżonego Pan Bóg strzeże Ame ga ori hajimete kara reinkōto o tsukura seru na (雨が降り始めてからレインコートを作らせるな)   | 8 kwietnia 2022  |         |         |
| 10      | Duma poprzedza upadek Ogori ga metsubō no mae ni yattekuru (驕りが滅亡の前にやってくる)                                        | 8 kwietnia 2022  |         |         |
| 11      | Po każdej burzy wychodzi słońce Dono kumo mo ura wa gin'iro (どの雲も裏は銀色)                                                 | 8 kwietnia 2022  |         |         |
| 12      | Limit możliwości szansą dla Bożej opatrzności Hito no nankyoku wa kami no kōki (どの雲も裏は銀色)                              | 8 kwietnia 2022  |         |         |
| 13      | Kropla drąży skałę enteki, ishi o ugatsu (点滴、石を穿つ)                                                                      | 8 kwietnia 2022  |         |         |

#### Muzyka

##### Sezon 1
Opening
1. "Orion o Nazoru" (jap. オリオンをなぞる), śpiewane przez UNISON SQUARE GARDEN (1–13).
2. "Missing Link", śpiewane przez NOVELS (14–25).

Ending
1. "Hoshi no Sumika" (jap. 星のすみか), śpiewane przez Aobozu (1–13).
2. "Mind Game", śpiewane przez Tamaki (14–24).

Piosenka z odc. 1
1. "GO NEXT", śpiewana przez Blue Rose

##### Sezon 2
Opening
1. „kaleido dumni fiesta”, śpiewane przez UNISON SQUARE GARDEN (1–13).

### Manga
5 sierpnia 2011 roku została opublikowana w magazynie „Shūkan Young Jump” Shūeishy one-shot manga narysowana przez Masakazu Katsurę.
Mangowa adaptacja serialu z ilustracjami Mizuki Sakakibary publikowana była w magazynie „Newtype Ace” wydawnictwa Kadokawa Shoten (od 2011 do 2013 roku), a następnie wydawane jako web comic w „Kadokawa Nico Nico Ace” (od 94. numeru z 2013 do 163. numeru z 2014 roku). Rozdziały mangi zostały wydane w 9 tomach tankōbon przez Kadokawa Shoten od 8 lutego 2012 roku do 10 listopada 2015 roku.
Manga Tiger & Bunny The Comic napisana przez Erikę Yoshidę i zilustrowana przez Hiroshiego Uedę, publikowana była od 5. numeru magazynu „Miracle Jump” (październik 2011) do października 2016 roku. Uzupełnia historię głównego wątku serialu. Rozdziały mangi zostały wydane w 7 tomach tankōbon przez Shūeisha od 19 września 2012 roku do 19 października 2016 roku.
Tom mangi Tiger & Bunny Origami, zawierający opowiadania Yukisuke Yanagiego, był pierwotnie publikowany w „Newtype Ace” razem z mangą Sakakibary. Rozdziały zostały wydane w jednym tomie 10 lutego 2014 roku przez Kadokawa Shoten.
Tom mangi Tiger & Bunny Sky High, zawierający opowiadania Virginii Nitouhei, był pierwotnie publikowany w „Newtype Ace” razem z mangą Sakakibary. Rozdziały zostały wydane w jednym tomie 10 stycznia 2014 roku przez Kadokawa Shoten.
12 marca 2022 roku zostały zapowiedziane dwie mangowe adaptacje. Pierwsza seria została napisana przez Erikę Yoshidę i zilustrowana przez Hiroshi Uedę i zatytułowana jest Tiger & Bunny 2: The Comic. Będzie publikowana na stronie internetowej Tonari no Young Jump Shūeishy od 15 kwietnia 2022 roku. Kolejna mangowa adaptacja została napisana i zilustrowana przez Mizukiego Sakakibarę i będzie publikowana na stronie internetowej Comic Newtype Kadokawa Shoten od kwietnia 2022 roku.

### Gra wideo
Producent Sunrise Masayuki Ozaki ogłosił 31 lipca 2011, że na podstawie anime wyprodukowana zostanie gra wideo przez Namco Bandai Games. Gra zatytułowana Tiger & Bunny On Air Jack! (jap. TIGER&BUNNY オンエアジャック！ Taigā Ando Banī On Ea Jyakku!) została wydana 20 września 2012 roku na platformę PlayStation Portable. Druga gra zatytułowana Tiger & Bunny Heroes Day (jap. TIGER&BUNNY～ヒーローズ デイ～ Taigā Ando Banī ~Hīrōzu Dei~) zostanie wydana przez D3 Publisher na PSP w marcu 2013 roku.

### Filmy animowane
Produkcja dwóch filmów na podstawie serialu anime została ogłoszona podczas imprezy Hero Awards 2011 w 13 listopada 2011 roku. Pierwszy film, zatytułowany Gekijō-ban TIGER & BUNNY -The Beginning- (jap. 劇場版 TIGER & BUNNY -The Beginning-) został wydany 22 września 2012 roku. Premiera drugiego filmu Tiger & Bunny -The Rising- odbyła się 8 lutego 2014 roku. Sama impreza Hero Awards 2011 została wydana na Blu-ray i DVD 20 kwietnia 2012 roku. Wydarzenie to było pierwszą fazą Tiger & Bunny "NEXT Project", a oba filmy były drugą fazą.

### Musical
Produkcja sceniczna zatytułowana Tiger & Bunny the Live była wystawiana w Zepp Diver w Tokio od 24 sierpnia do 1 września 2012 roku. Hiroaki Hirata i Masakazu Morita wcielili się ponownie w role Kotetsu T. Kaburagiego i Barnaby’ego Brooksa Jr. W musicalu pojawiły się także dwie nowe postacie – Brian Vai i Babel.

### Film live-action
9 października 2015 roku Sunrise ogłosiło podczas New York Comic Con, że w fazie produkcji jest hollywoodzka filmowa adaptacja serii. Film zostanie wyprodukowany przez Rona Howarda i Briana Grazera (przez ich firmę Imagine Entertainment) wspólnie z Sunrise i All Nippon Entertainment.

## Odbiór
Pierwszy japoński tom Blu-ray w pierwszym tygodniu sprzedał się w liczbie 14 689 egzemplarzy – uplasował się na 4. pozycji wśród wydań animowanych i 5. ogółem według Oriconu, sprzedając się łącznie w liczbie 19 656 egzemplarzy. Pierwszy tom wydania DVD również znalazł się na liście, sprzedając się w sumie w 2521 egzemplarzach. Drugi tom Blu-ray zajął drugą pozycję po Puella Magi Madoka Magica, pozostając na liście przez dwa tygodnie ze sprzedanymi 26 059 egzemplarzami. Trzeci tom Blu-ray był drugim najlepiej sprzedającym się wydawnictwem w tygodniu premiery i najlepiej sprzedającym się wydaniem anime; pierwsze miejsce w klasyfikacji generalnej zajął film Zaplątani Disneya. Łącznie sprzedano 30 205 kopii pierwszego wydania. Tomy czwarty i piąty zajęły drugą pozycję po Madoka Magica, utrzymując się na liście przez dwa tygodnie. Tom szósty uplasował się na 1. pozycji listy sprzedaży. Siódmy tom był drugim najlepiej sprzedającym się wydawnictwem Blu-ray, po Persona 4: The Animation. Ósmy tom Blu-ray uplasował się na 4. pozycji wśród wydań animowanych i 6. ogółem. Dziewiąty i ostatni tom znalazł się na szczycie list sprzedaży Blu-ray w tygodniu premiery.
Pod koniec 2011 roku tomy Blu-ray nr 2–4 znalazły się wśród 50 najlepiej sprzedających się płyt z produkcjami anime. Łączna sprzedaż dziewięciu tomów Blu-ray wyniosła 233 tys. egzemplarzy.
W przewodniku zapowiedzi na wiosnę 2011 roku serwisu Anime News Network, Zac Bertschy przyznał pierwszemu odcinkowi ocenę 5 na 5. Stwierdził, że serial stworzył świetne i sprytne przedstawienie superbohatera z pewnymi zwrotami akcji. Powiedział również, że serial „ma potencjał, aby stać się rodzajem przeboju, którego nie widzieliśmy od dłuższego czasu”. Podczas gdy Theron Martin przyznał drugiemu odcinkowi ocenę 4 na 5, chwaląc studio Sunrise za doskonałe projekty bohaterów i animację CGI.
W artykule Forbesa z 2019 roku o najlepszych produkcjach anime lat 2010–2019, Lauren Orsini uznała serial za jeden z pięciu najlepszych z 2011 roku.